# Горди
Горди је југословенска хеви метал група, основана у Београду 1977. године.

## Историја
Групу је у новембру 1977. године основао гитариста Златко Манојловић, бивши члан група Џентлмени, Флеш и Дах. У првој постави били су и клавијатуриста Горан Манојловић, брат Златка Манојловића, бивши члан група Дах и Ленд, бубњар Стеван Милутиновић, бивши члан група Договор из 1804, Моира и Дах, и басиста Драган Јанковић, бивши члан групе Букет мојих пријатеља. На њихових пет објављених албума Златко Манојловић је комплетан аутор музике и текстова. Бенд је 1979. године освојио прво место на међународном рок фестивалу у пољском граду Познању. Група је престала са радом 1984. године када је Златко Манојловић објавио свој први соло албум Златко, након кога се посветио соло каријери.
Априла 2024. године издају дуго очекивани албум симболичног назива „Феникс” у издању Croatia Records.

## Дискографија

### Студијски албуми
1. 1978. Горди (RTVLJ)
2. 1979. Горди 2 (ПГП РТБ)
3. 1981. Горди 3 (ПГП РТБ)
4. 1981. Паклени трио (Југотон)
5. 1982. Краљица смрти (Југотон)

### Синглови
1. 1978. „Дуга ноћ“ (ПГП РТБ)